# Herbert Haag (Sportpädagoge)
Herbert Haag (* 6. Januar 1937 in München; † 9. März 2025 in Wangen im Allgäu) war ein deutscher Sportpädagoge und Hochschullehrer.

## Leben
Haag studierte nach dem Abitur ab 1954 zunächst am Institut für Leibeserziehung der Universität Freiburg und von 1956 bis 1959 an der Deutschen Sporthochschule Köln. Das Studium schloss er als Diplom-Sportlehrer ab. 1958 und 1959 absolvierte er eine Ausbildung zum staatlich geprüften Skilehrer. Ab 1959 war er an der Universität Tübingen als wissenschaftlicher Assistent tätig, während er bis 1963 ein Zweitstudium in Geschichte, Politikwissenschaft und Erziehungswissenschaften / Leibeserziehung an der Universität Tübingen (1. Staatsexamen für das Lehramt am Gymnasium) bestritt. Er setzte 1964 sein Studium der Sportwissenschaft an der University of Washington in Seattle, USA (1966 Master of Science in Physical Education, M.S.) fort, ehe er nach dem Referendariat 1967 das 2. Staatsexamen für das Lehramt an Gymnasien ablegte. Von 1967 bis 1971 war er erst wissenschaftlicher Assistent, dann Akademischer Rat an der Universität Tübingen; 1970 folgte die Promotion zum Dr. phil. über den Sport in den USA. Zuvor hatte Haag 1970 als Stipendiat einen Forschungsaufenthalt an der Stanford University im US-Bundesstaat Kalifornien absolviert. Von 1971 bis 1974 war er Professor für Sportpädagogik an der Universität Gießen, ehe er 1974 als Professor für Sportpädagogik und Direktor am Institut für Sport und Sportwissenschaften an die Christian-Albrechts-Universität zu Kiel (CAU) berufen wurde, wo er bis zu seiner Emeritierung 2002 tätig war. 1981 wurde Haag in die US-amerikanische National Academy of Kinesiology aufgenommen. Von 1991 bis 1994 wurde Haag von der Kieler Hochschule beurlaubt, um als Gründungsdirektor des Deutschen Olympischen Instituts in Berlin zu wirken.
Nach der deutschen Wiedervereinigung und der Entscheidung, die Deutsche Hochschule für Körperkultur (DHfK) zu schließen, setzte sich Haag für den Erhalt der Sportwissenschaft in Leipzig ein und war Mitglied der Gründungskommission der Sportwissenschaftlichen Fakultät der Universität Leipzig. 2002 wurde ihm als Dank die Ehrendoktorwürde der Universität Leipzig verliehen. Nach Einschätzung von Jürgen Krug war Haag „Förderer und Mentor“ der Sportwissenschaftlichen Fakultät der Uni Leipzig. Ursprünglich hatte Haag die (letztlich nicht umgesetzte) Vision entwickelt, im Zuge der Vereinigung der beiden deutschen Staaten jeweils in Leipzig, Berlin, Köln und München „universitäre Zentren der Sportwissenschaft“ aufzubauen. Auf seine Kieler Amtszeit blickte Haag später wie folgt zurück: „Es war insgesamt eine herausfordernde und interessante Tätigkeit von 1974-2002, da es galt, den Sport, die Sporterziehung und die Sportwissenschaft in ‚neuem Gesicht‘ in Kiel zu etablieren.“
Zu Haags Schülern gehören Bernd Strauß, Martin Lames und Michael Kolb.
Ab 2004 war Haag an der Universität Konstanz Lehrbeauftragter für Sportgeschichte, Sportphilosophie und Forschungsmethodologie. Bis November 2015 war er Vorsitzender der Kieler Zweigstelle der Deutschen Olympischen Gesellschaft (DOG). Anlässlich seines Ausscheidens aus dem Amt wurde ihm die DOG-Ehrenplakette in Gold verliehen. 2017 wurde er von der Deutschen Vereinigung für Sportwissenschaft mit der Goldenen Ehrennadel sowie vom Weltverband für Sportwissenschaft und Sporterziehung (ICSSPE) für seine „Verdienste für die Förderung der Kooperation von Sportmedizin, Sportwissenschaft und Sporterziehung“ ausgezeichnet.
Haag beschäftigte sich ausgiebig mit den Themenbereichen Evaluation von Lehr- und Lernprozessen im Sport, vergleichende Sportpädagogik sowie Forschungsmethodologie. Er ist vor allem als Autor/Herausgeber von Lehr- und Studienbüchern der Sportwissenschaft hervorgetreten, darunter grundlegende Werke wie Einführung in das Studium der Sportwissenschaft (1991), „Sportphilosophie“ (1995), „Dokumente zu Sport, Sporterziehung und Sportwissenschaft“ (1991; gemeinsam mit August Kirsch und Wilfried Kindermann), Sport Science in Germany (1992; gemeinsam mit August Kirsch und Ommo Grupe) und das Handbuch Sportpädagogik (2001; gemeinsam mit Richard Hummel). Er veröffentlichte ebenfalls Lehrbücher zu den Sportarten alpiner Skilauf und Handball, befasste sich mit olympischer Erziehung und war Mitherausgeber mehrerer Werke im Rahmen von „Praxisideen – Schriftenreihe für Bewegung, Spiel und Sport“. Neben seinen Forschungstätigkeiten in Deutschland war Haag auch in Kanada, USA, Australien, afrikanischen und südamerikanischen Ländern wissenschaftlich tätig. Er trieb die internationale Ausrichtung der Sportwissenschaft voran. Als Ruheständler zog er nach Wangen im Allgäu. Ab 1956 war er Mitglied der katholischen Studentenverbindung KDStV Hercynia Freiburg im Breisgau.
Herbert Haag starb am 9. März 2025 im Alter von 88 Jahren in Wangen im Allgäu.

## Ehrungen
- 1981 Aufnahme in die National Academy of Kinesiology
- 2002 Ehrendoktor der Sportwissenschaft der Universität Leipzig
- 2008 The Herbert Haag Sport Information Centre, Tshwane University of Technology, Pretoria, Südafrika
- 2017 Auszeichnungen mit der Goldenen Ehrennadel der Deutschen Vereinigung für Sportwissenschaft
- 2017 Auszeichnung durch den Weltverband für Sportwissenschaft und Sporterziehung (ICSSPE) für seine „Verdienste für die Förderung der Kooperation von Sportmedizin, Sportwissenschaft und Sporterziehung“